# Anthaxia nevadensis
Anthaxia nevadensis är en skalbaggsart som beskrevs av Jan Obenberger 1928. Anthaxia nevadensis ingår i släktet Anthaxia och familjen praktbaggar. Inga underarter finns listade i Catalogue of Life.